# Ewald Balser

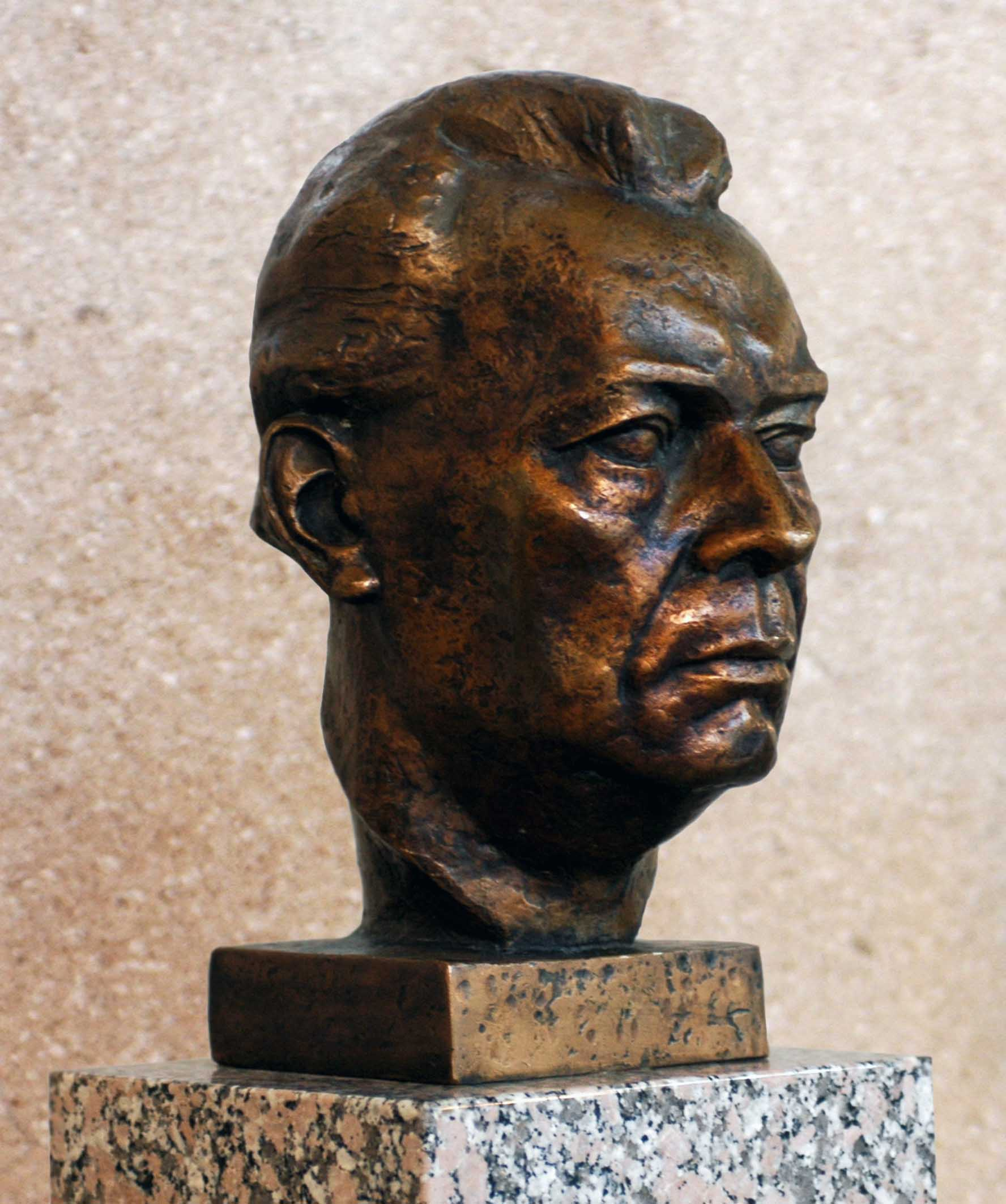
Büste von Ewald Balser

Ewald Balser (* 5. Oktober 1898 in Elberfeld (heute zu Wuppertal); † 17. April 1978 in Wien) war ein deutscher Schauspieler.

## Leben

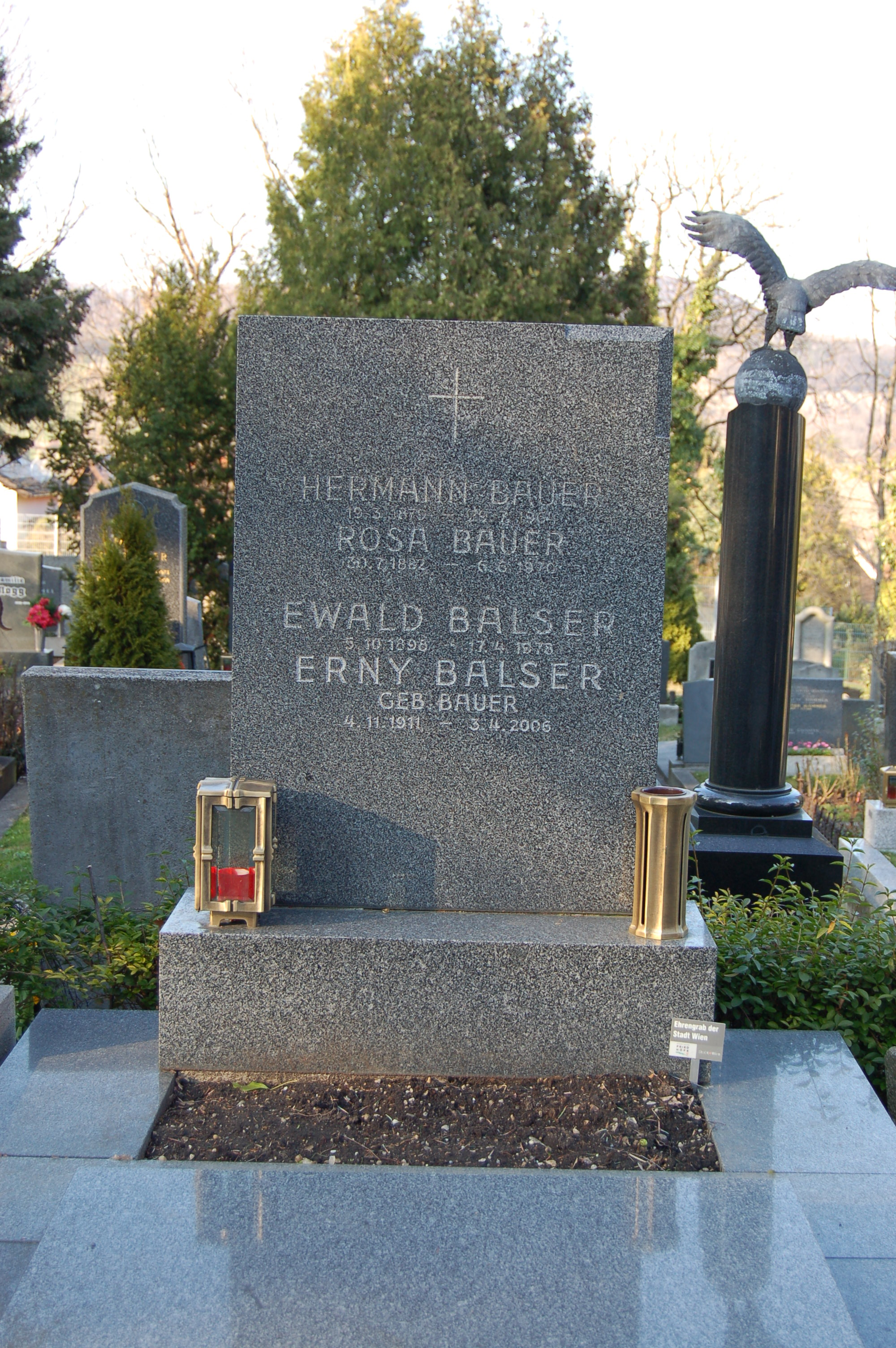
Grabmal von Ewald Balser auf dem Neustifter Friedhof

Er war das jüngste von elf Kindern des Maurers Wilhelm Balser und seiner Ehefrau Mathilde, geborene Lohe. Balser erlernte ursprünglich den Beruf des Goldschmieds an der Elberfelder Kunstgewerbeschule und war von 1916 bis zu seiner Verwundung 1917 Kriegsteilnehmer.
Nach Kriegsende arbeitete er in seinem erlernten Beruf, nahm daneben aber auch Schauspielunterricht und übernahm kleinere Rollen an den Vereinigten Theatern von Elberfeld-Barmen. So debütierte Balser 1919 am Stadttheater Elberfeld als Odoardo in Emilia Galotti. 1923 engagierte ihn das Basler Stadttheater. Doch schon im Folgejahr wechselte er an das Düsseldorfer Stadttheater, wo er in der Titelrolle des Faust debütierte. Louise Dumont war von seinem Spiel in Bertolt Brechts Mann ist Mann so sehr beeindruckt, dass sie ihn an das Düsseldorfer Schauspielhaus holte. Darüber hinaus absolvierte er Gastspiele am Deutschen Theater Berlin sowie bei der Volksbühne Berlin, in Köln, Darmstadt und Heidelberg. 1921 bis 1928 wirkte er an den Münchner Kammerspielen, ab 1928 am Wiener Burgtheater, wo er vor allem Heldenrollen verkörperte. Gastspiele führten ihn unter anderem zu den Salzburger Festspielen. 1933 wechselte er nach Berlin, wo er dem Ensemble der Volksbühne und ab 1935 des Deutschen Theaters angehörte. Balser wurde auf der Gottbegnadeten-Liste von Reichspropagandaminister Goebbels als wichtiger Künstler des NS-Staats aufgeführt.

## Karriere
Im Jahr 1935 drehte er seinen ersten Film, Jana, das Mädchen aus dem Böhmerwald. Er fand sein Betätigungsfeld vorwiegend als ernste Gestalt in Filmdramen, wo er Ärzte, Priester, Bischöfe, Künstler und andere Respektspersonen darstellte. Zunehmend machte er sich einen Namen in Rollen bedeutender historischer Persönlichkeiten wie Rembrandt van Rijn in Rembrandt (1942), Ferdinand Sauerbruch in Sauerbruch – Das war mein Leben (1954) oder Beethoven in Eroica (1949) und erneut in Das Dreimäderlhaus (1958).
Bei der Wiedereröffnung des Burgtheaters nach dem Zweiten Weltkrieg spielte er die Rolle von Primislaus Ottokar in Franz Grillparzers König Ottokars Glück und Ende. Er war auch als erster Jedermann bei den Salzburger Festspielen nach der Niederschlagung des Nationalsozialismus zu sehen. Ab den 1960er Jahren konzentrierte er sich wieder vor allem auf das Theater. Im Jahr 1963 wurde er Ehrenmitglied des Burgtheaters.
Balsers erste Ehefrau war die Schauspielerin Vera Balser-Eberle. Ab 1950 war er mit Ernestine Bauer verheiratet, der Mutter seiner Tochter Evelyn. Er brach 1976 während einer Vorstellung zusammen und starb im April 1978 an Krebs. Sein ehrenhalber gewidmetes Grab befindet sich auf dem Neustifter Friedhof (Gruppe E, Reihe 1, Nummer 1). Im Jahr 1982 wurde in Wien-Liesing (23. Bezirk) die Ewald-Balser-Gasse nach ihm benannt.

## Filmografie
- 1935: Jana, das Mädchen aus dem Böhmerwald
- 1938: Die Frau am Scheidewege (Das Schicksal einer Ärztin)
- 1939: Umwege zum Glück
- 1939: Die unheimlichen Wünsche
- 1939: Befreite Hände
- 1939: Der Weg zu Isabel
- 1940: Die maskierte Geliebte (Maskovana milenka)
- 1940: Das Fräulein von Barnhelm
- 1941: Ehe man Ehemann wird
- 1942: Rembrandt
- 1943: Der dunkle Tag
- 1943: Gabriele Dambrone
- 1943: Ein glücklicher Mensch
- 1945: Der Scheiterhaufen
- 1946: Glaube an mich
- 1948: Im Namen der Menschlichkeit (Der Prozeß)
- 1949: Eroica
- 1950: Die Lüge
- 1950: Furioso
- 1950: Der Wallnerbub (Das Jahr des Herrn)
- 1950: Das gestohlene Jahr
- 1951: Sensation in San Remo
- 1952: Mein Herz darfst Du nicht fragen
- 1954: Sauerbruch – Das war mein Leben
- 1955: Nora (Fernsehfilm)
- 1955: Kinder, Mütter und ein General
- 1955: Spionage
- 1955: Geheimnis einer Ärztin
- 1955: Um Thron und Liebe (Sarajevo)
- 1955: Götz von Berlichingen
- 1955: Versuchung
- 1956: Wilhelm Tell
- 1957: Vater, unser bestes Stück
- 1958: Nachtschwester Ingeborg
- 1958: Die grünen Teufel von Monte Cassino
- 1958: Es geschah am hellichten Tag
- 1958: Petersburger Nächte
- 1958: Man müßte nochmal zwanzig sein
- 1958: Ohne Mutter geht es nicht
- 1958: Das Dreimäderlhaus
- 1958: Der Priester und das Mädchen
- 1959: Arzt ohne Gewissen
- 1960: Don Carlos
- 1960: Die Glocke ruft (Glocken läuten überall)
- 1961: Donadieu (Fernsehfilm)
- 1961: Ruf der Wildgänse
- 1961: Jedermann
- 1962: Der Prozeß Sokrates (Fernsehfilm)
- 1963: Don Juan in der Hölle (Fernsehfilm)
- 1963: Leutnant Gustl (Fernsehfilm)
- 1964: Heinrich VI (Fernsehfilm)
- 1966: Prinz Friedrich von Homburg (Fernsehfilm)
- 1967: König Lear (Fernsehfilm)
- 1968: Des Meeres und der Liebe Wellen (Fernsehfilm)
- 1970: Jedermann (Fernsehfilm)
- 1970: Triumph des Todes oder Das große Massakerspie (Fernsehfilm)
- 1975: Viel Lärm um nichts (Fernsehfilm)

## Hörspiele
- 1926: William Shakespeare: Ein Sommernachtstraum (Demetrius) – Regie: Gustav Hartung (SÜRAG (Stuttgart)) – Erstsendung: 4. August 1926[3]
- 1926: William Shakespeare: Ein Sommernachtstraum (Demetrius) – Regie: Gustav Hartung (SÜRAG (Stuttgart)) – Erstsendung: 4. August 1926
- 1926: William Shakespeare: Ein Sommernachtstraum (Demetrius) – Regie: Gustav Hartung (NORAG (Hamburg)) – Erstsendung: 4. August 1926
- 1927: Hans Müller-Schlösser: Wibbels Auferstehung (Geselle Mölfes) – Regie: Eduard Bornträger (WERAG (Köln)) – Erstsendung: 25. Januar 1927
- 1927: Hans Müller-Schlösser: Wibbels Auferstehung (Geselle Mölfes) – Regie: Eduard Bornträger (WERAG (Köln)) – Erstsendung: 10. Mai 1927
- 1949: Johann Wolfgang von Goethe: Iphigenie auf Tauris (Thoas, König der Taurier) – Regie: Leopold Lindtberg (Rot-Weiß-Rot / Landestheater Salzburg – Theatermitschnitt) – Erstsendung: 19. November 1949
- 1952: Marie Luise Kaschnitz: Jasons letzte Nacht (Jason) – Regie: Hanns Korngiebel (RIAS Berlin) – Erstsendung: 9. April 1952
- 1953: Erich Kuby: Der verschwundene Graf (Graf Palmström) – Regie: Gert Westphal (NWDR) – Erstsendung: 24. September 1953
- 1953: Alfred Neumann: Viele heißen Kain (Abel de Yonkh) – Regie: Heinz Günther Stamm (BR) – Erstsendung: 6. Oktober 1953
- 1954: Lesley Storm: Der verhängnisvolle Tag (Henry Vining, Lauras Vater) – Regie: Heinz Günther Stamm (BR) – Erstsendung: 16. März 1954
- 1954: Heinrich von Kleist: Die Familie Ghonorez (Alonzo) – Regie: Otto Kurth (BR) – Erstsendung: 5. Oktober 1954
- 1955: Friedrich von Schiller: Kabale und Liebe – Regie: Adolf Rott (BR – Mitschnitt des Wiener Burgtheaters auf den Ruhrfestspielen Recklinghausen)
- 1955: Miguel de Unamuno: Abel Sanchez (Bibelleser) – Regie: Curt Goetz-Pflug (ORF / SFB / HR) – Erstsendung: 9. September 1955
- 1955: Charles Bertin: Christoph Columbus (Columbus) – Regie: Oswald Döpke (RB / ORF) – Erstsendung: 12. Oktober 1955
- 1957: Dante Alighieri: Göttliche Komödie (2. Teil: Das Fegefeuer (1), Papst Hadrian) – Regie: Otto Kurth (BR) – Erstsendung: 7. April 1957
- 1957: Dante Alighieri: Göttliche Komödie (2. Teil: Das Fegefeuer (2), Papst Hadrian) – Regie: Otto Kurth (BR) – Erstsendung: 15. April 1957
- 1957: Thornton Wilder: Die Alkestiade (Apollo) – Regie: Gert Westphal (WDR / SWF / RB) – Erstsendung: 29. Oktober 1957
- 1958: Rudolf Bayr: Im Hauch von Orangenblüten (Cesare) – Regie: Hans Conrad Fischer (ORF / SWF) – Erstsendung: 21. Mai 1958
- 1959: Eduard König: Der Mann ohne Ehrgeiz (Doktor) – Regie: Oswald Döpke (ORF / RB) – Erstsendung: 3. April 1959
- 1959: Friedrich von Schiller: Don Carlos (Philipp II.) – Regie: Leopold Lindtberg (SDR) – Erstsendung: 11. November 1959
- 1960: Stefan Zweig: Die Augen des ewigen Bruders – Regie: Hans Conrad Fischer (RB / ORF / SDR / SR) – Erstsendung: 17. März 1960
- 1960: Friedrich von Schiller: Wallenstein (1. Teil: Wallensteins Lager, Wallenstein) – Regie: Ludwig Cremer (NDR / ORF) – Erstsendung: 5. Juni 1960
- 1960: Friedrich von Schiller: Wallenstein (2. Teil: Wallensteins Tod, Wallenstein) – Regie: Ludwig Cremer (NDR / ORF) – Erstsendung: 11. Juni 1960
- 1960: Hermann Gressieker: Seneca und die goldenen Jahre (Lucius Annaeus Seneca) – Regie: Oswald Döpke (RB / ORF) – Erstsendung: 14. Oktober 1960
- 1961: Johann Wolfgang von Goethe: Torquato Tasso (Alfons II) – Regie: Leopold Lindtberg (ORF / BR / SDR) – Erstsendung: 15. Januar 1961
- 1961: T. S. Eliot: Ein verdienter Staatsmann (Lord Claverton) – Regie: Hans Conrad Fischer (ORF / SR DRS / SWF) – Erstsendung: 26. September 1961
- 1962: Louis Gaulis: Kapitän Karagöz (Kapitän Nicolas Zenodakis) – Regie: Curt Goetz-Pflug (SFB / ORF) – Erstsendung: 24. April 1962
- 1964: Adalbert Stifter: Der Hagestolz (Oheim) – Regie: Hans Conrad Fischer (ORF / SFB / SR DRS / SR) – Erstsendung: 23. Oktober 1964
- 1964: William Shakespeare: Hamlet – Regie: Hans Conrad Fischer (SFB / ORF) – Erstsendung: 5. Dezember 1964
- 1965: Ingmar Bergman: Wilde Erdbeeren (Prof. Dr. Isak Berg) – Regie: Rudolf Noelte (BR / SWF / ORF) – Erstsendung: 15. März 1966
- 1966: Conrad Ferdinand Meyer: Der Schuß von der Kanzel (General Wertmüller) – Regie: Hans Conrad Fischer (SFB / ORF / SR) – Erstsendung: 27. Dezember 1966

## Auszeichnungen
- 1952: Karl-Renner-Preis[4][5]
- 1955: Großes Ehrenzeichen für Verdienste um die Republik Österreich[6]
- 1958: Ehrenring der Stadt Wien
- 1968: Kainz-Medaille
- 1968: Ehrenkreuz für Wissenschaft und Kunst I. Klasse
- 1974: Deutscher Filmpreis/Ehrenpreis
- 1975: Großes Verdienstkreuz der Bundesrepublik Deutschland
- 1977: Großes Silbernes Ehrenzeichen für Verdienste um die Republik Österreich[6]